# 白所見
白所見（1612年8月15日—17世紀），字玄明，北直隸廣平府磁州人，清朝政治人物。

## 生平
白所見是順治二年（1645年）乙酉科順天鄉試舉人，三年（1646年）聯捷丙戌科進士。都察院觀政，五年（1648年）授魚台縣知縣，任內重視民命、尊崇學校、慎行刑罰、薄徵稅賦，有古代循良風範，為人修身謙謹而博學多才，文章下筆千言立就，獲士子奉為模範，七年（1650年）因不逢迎上級被排斥，回鄉後變得頽放，賣文得錢後總買酒飲用，時人稱為「謫仙」。

## 家族
曾祖白偮；祖父白煌，通判；父白一鳳，興平縣知縣。

## 引用
1. 1 2  康熙《磁州志·卷十五·選舉》：進士……國朝 白所見 順治三年丙戌科進士，任魚台知縣，所見弱冠能文，晚得一第，以不善事上官遭擯斥，歸來益頽放，每鬻文得錢盡付酒家，時人有謫仙之目。
2. 1 2  《順治三年丙戌科進士三代履歷》：白所見，曾祖偮；祖煌，通判；父一鳳，興平知縣。玄明，詩四房，丙辰正月二十九日生，磁州人，乙酉六十五名，會試三百三十三名，三甲一百二十四名，都察院觀政，授山東魚台知縣。
3. ↑  光緒《魚台縣志·卷二·職官表》：白所見 磁州人，順治五年由進士知縣事，重民命、崇學校、慎刑罰、薄稅歛，有古循良之風，且褆躬謙謹，而博學高才，下筆千言立就，一時士奉為模範。